# Оссак-Вадаль
Осса́к-Вада́ль (фр. Aussac-Vadalle) — коммуна во Франции, находится в регионе Пуату — Шаранта. Департамент — Шаранта. Входит в состав кантона Сент-Аман-де-Буакс. Округ коммуны — Ангулем.
Код INSEE коммуны — 16024.
Коммуна расположена приблизительно в 380 км к юго-западу от Парижа, в 90 км южнее Пуатье, в 20 км к северу от Ангулема.

## Население
Население коммуны на 2008 год составляло 411 человек.
| 1962 | 1968 | 1975 | 1982 | 1990 | 1999 | 2008 |
| ---- | ---- | ---- | ---- | ---- | ---- | ---- |
| 292  | 320  | 315  | 333  | 387  | 386  | 411  |

## Экономика
Основу экономики составляет сельское хозяйство.
В 2007 году среди 270 человек в трудоспособном возрасте (15—64 лет) 212 были экономически активными, 58 — неактивными (показатель активности — 78,5 %, в 1999 году было 74,4 %). Из 212 активных работали 196 человек (106 мужчин и 90 женщин), безработных было 16 (5 мужчин и 11 женщин). Среди 58 неактивных 21 человек были учениками или студентами, 17 — пенсионерами, 20 были неактивными по другим причинам.

## Достопримечательности
- Приходская церковь Св. Петра в оковах (X век)
  - Картина «Сен-Венсан де Поль» (XIX век). Размеры — 90×70 см, холст, масло. Исторический памятник с 2002 года[3]
  - Картина «Святой Иоанн Креститель» (XIX век). Размеры — 110×90 см, холст, масло. Исторический памятник с 2002 года[4]
  - Картина «Освобождение Святого Петра» (1841 год). Размеры — 270×199 см, холст, масло. Исторический памятник с 2002 года[5]

## Фотогалерея

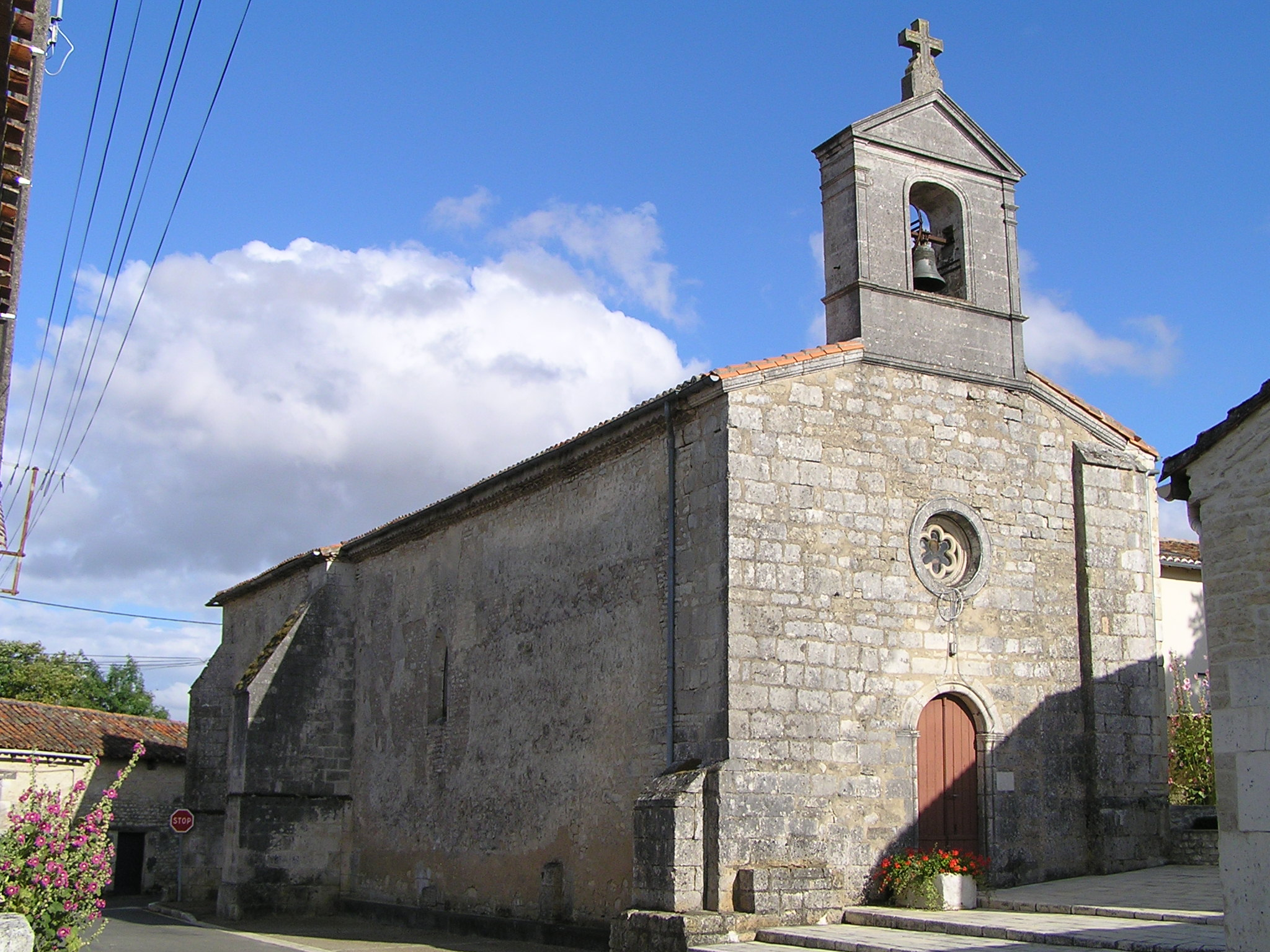
Церковь
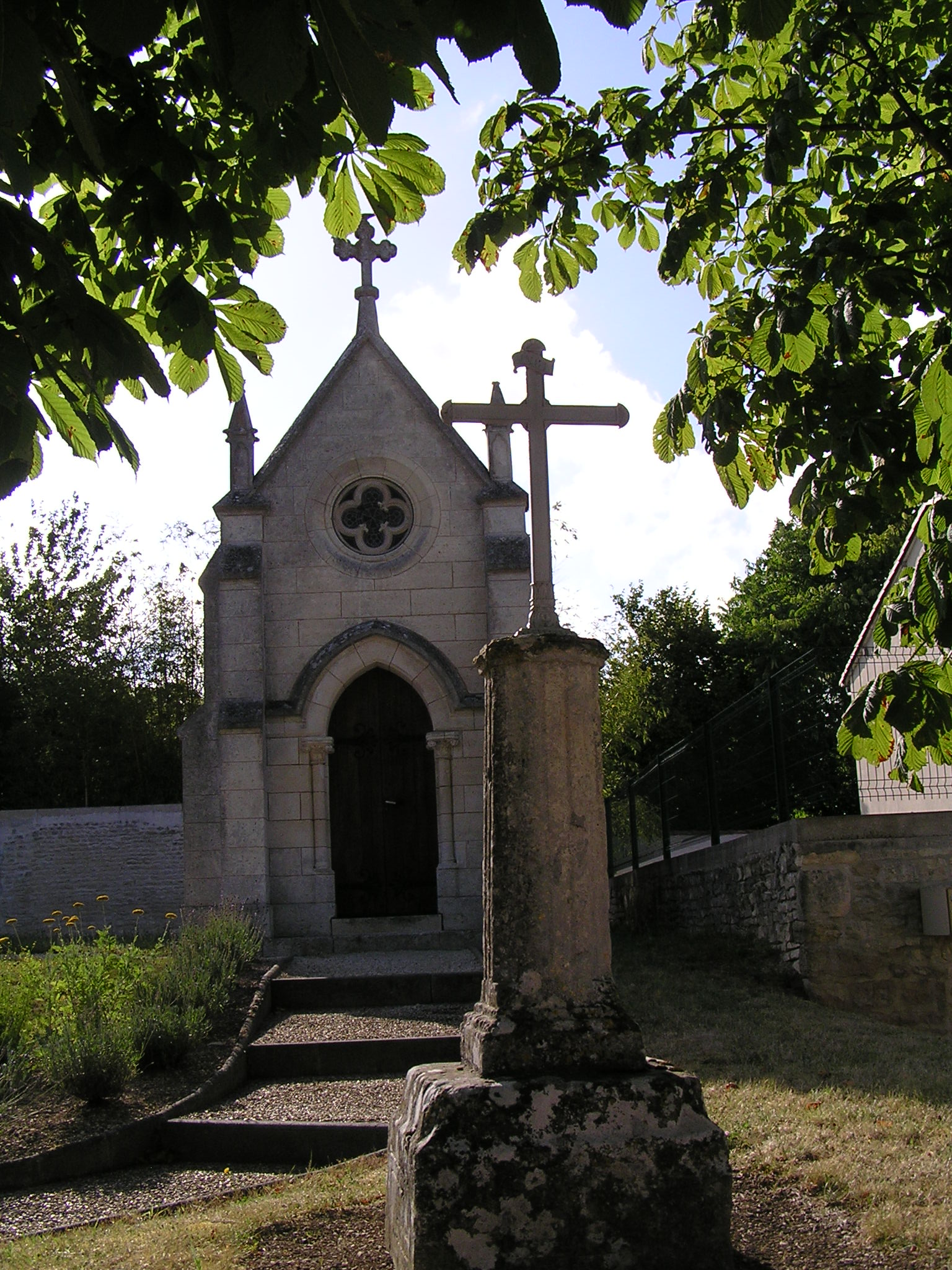
Часовня
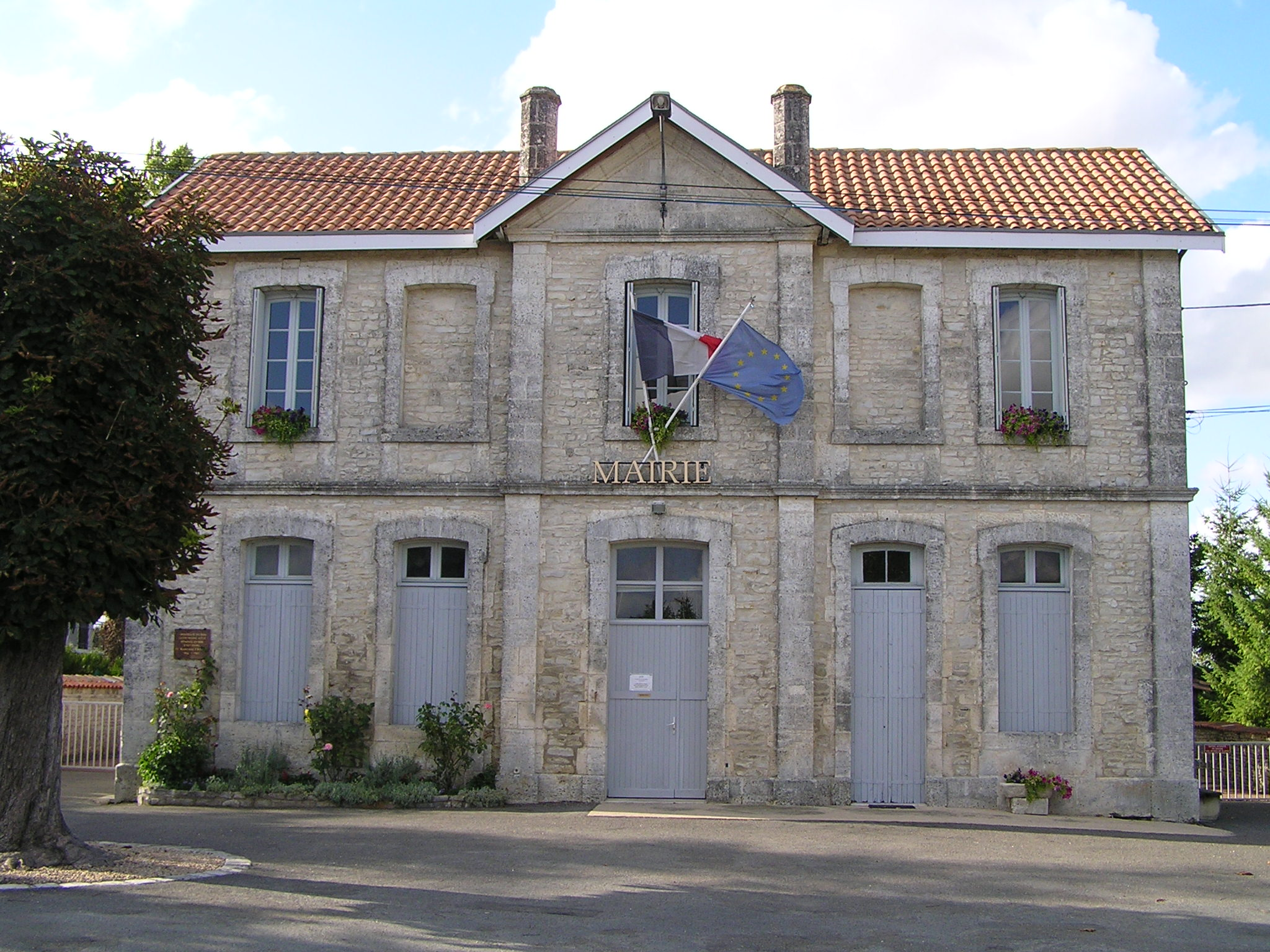
Мэрия
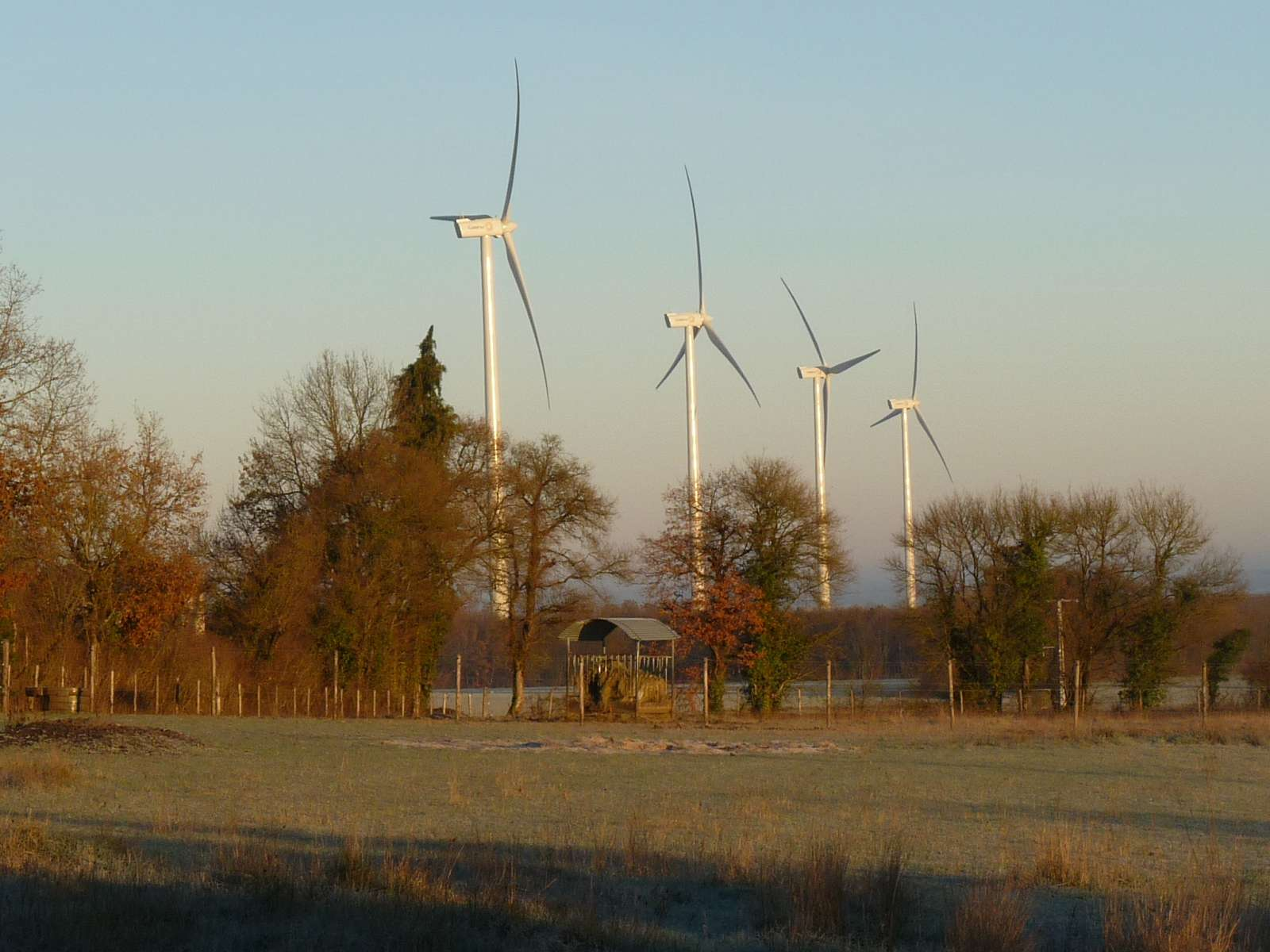
Ветрогенераторы